# 孔健岷
孔健岷 是一位广东地產商，合景泰富创办人和董事长。

## 生平
畢業於暨南大学其後任銀行信貸部，1994年經商涉足房地產開發。現任暨南大学校董、香港新家園協會董事。與其弟弟孔健涛、哥哥孔健楠共創合景泰富